# 71
| 71                 |
| ------------------ |
| Dødsfald - Fødsler |
|                    |

| Gregoriansk kalender | 71 LXXI                 |
| Ab urbe condita      | 824                     |
| Armensk kalender     | I/T                     |
| Kinesiske kalender   | 2767 – 2768 庚午 – 辛未 |
| Etiopisk kalender    | 63 – 64                 |
| Jødisk kalender      | 3831 – 3832             |
| Hindukalendere       |                         |
| - Vikram Samvat      | 126 – 127               |
| - Shaka Samvat       | N/A                     |
| - Kali Yuga          | 3172 – 3173             |
| Iransk kalender      | 551 BP – 550 BP         |
| Islamisk kalender    | 568 BH – 567 BH         |

Se også 71 (tal)

## Begivenheder
- Romerne bygger en befæstning ved York (Eboracum).
- Mithraskulten udbredes i Romerriget.